# Fútbol base

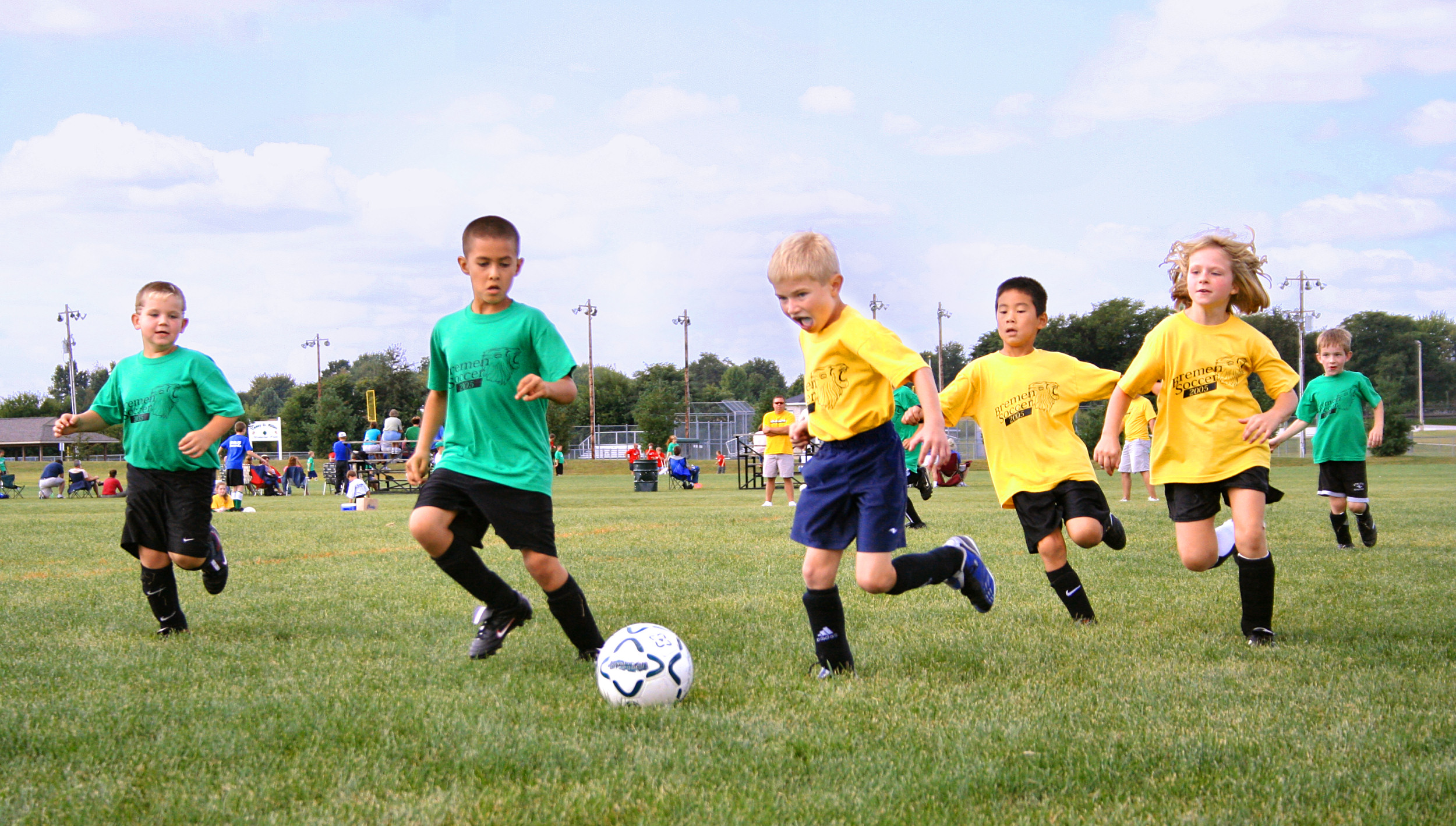
Partido de fútbol base.

Fútbol base —también llamado calichín en Perú, en Argentina, divisiones inferiores, en México, fuerzas básicas — es la denominación del fútbol que se practica entre jóvenes antes de llegar a la categoría absoluta. En él es donde reciben las primeras lecciones técnicas y tácticas sobre dicho deporte y se los va formando como futbolistas.
Se conoce como cantera, fuerzas básicas o divisiones juveniles, a todos los equipos del fútbol base y filiales semiprofesionales o de divisiones inferiores de los equipos profesionales. En algunos países están obligados por reglamentos nacionales a mantener estos equipos. Para un club, disponer de una estructura de fútbol base, con una misma filosofía de trabajo en todas sus categorías, desde infantiles a juveniles, puede suponer (además de un ahorro en cuanto a fichajes de jugadores), que los jugadores hayan jugado desde pequeños de la misma manera, por lo que de una forma natural se pueden encontrar jugando en el primer equipo y adaptarse a conceptos y exigencias del juego desde el primer día.
Aunque en los equipos filiales no suela ser lo habitual, ya que pertenecen a categorías enfocadas a la formación, puede haber jugadores de mayor categoría, siempre y cuando posean ficha con dicho club inferior. En la Segunda División B por ejemplo, primera categoría no-profesional del fútbol español, un equipo no podrá poseer más de 16 jugadores mayores de dicha edad,

## Origen
Fue a raíz de la completa profesionalización del fútbol en España en la temporada 1949-50 cuando se empezó a acuñar el término de cantera. Este vino representado por la Agrupación Deportiva Plus Ultra, equipo de la Segunda División, el filial más influyente de los que poseía el Real Madrid Club de Fútbol desde que en la temporada 1947 se convirtiese en el primer proyecto conocido del fútbol base o formativo para los equipos matrices profesionales. Los madrileños dieron un paso más fundando las categorías inferiores del club madridista con la categoría juvenil, de la mano de Miguel Malbo, circunstancia que fue adoptada en adelante por otros clubes españoles, hasta que finalmente surge la primera competición destinada a la cantera y sus equipos de formación, la Copa del Rey Juvenil.
En México surgió en las fuerzas básicas del Club Universidad Nacional, más conocidos como los Pumas de la UNAM, quienes juegan literalmente en una cancha junto a una cantera que se encuentra en el club.

## Categorías
Las categorías se dividen por edad, no pudiendo cumplir el futbolista la edad tope antes del 31 de diciembre del año que se celebra la competición.
En la mayor parte del mundo la etapa de fútbol base finaliza a los 19 años, aunque en algunos casos, como en Estados Unidos, se alarga hasta el término de la etapa universitaria (4 años más), ocurriendo lo mismo en competencias FIFA, que considera hasta los 23 años etapa de categoría inferior. Después de esa etapa, no podrán pertenecer a dichas categorías en el caso de las selecciones al ser éstas restrictivas, pudiendo únicamente pertenecer ya a los equipos absolutos. En cuanto a los equipos de clubes en España, dependerá de la división en la que militen los equipos, tanto el matriz como los filiales si los tuviese, para poder tener en plantilla a jugadores mayores de 23 años o menores, según proceda.

## Competiciones destacadas
| Categoría | Mundo            | Europa             | Sudamérica              | Norte y Centroamérica | Asia            | África              | Oceanía        |
| --------- | ---------------- | ------------------ | ----------------------- | --------------------- | --------------- | ------------------- | -------------- |
| Sub-15    | -                | -                  | Campeonato Sudamericano | -                     | -               | -                   | -              |
| Sub-16    | -                | -                  | -                       | -                     | -               | -                   | Campeonato OFC |
| Sub-17    | Copa Mundial     | Campeonato Europeo | Campeonato Sudamericano | Campeonato Concacaf   | Campeonato AFC  | Campeonato Africano | -              |
| Sub-19    | -                | Campeonato Europeo | -                       | -                     | -               | -                   | Campeonato OFC |
| Sub-20    | Copa Mundial     | -                  | Campeonato Sudamericano | Campeonato Concacaf   | Campeonato AFC  | Campeonato Africano | -              |
| Sub-21    | -                | Campeonato Europeo | -                       | -                     | -               | -                   | -              |
| Sub-23    | Juegos Olímpicos | -                  | Campeonato Sudamericano | Torneo Concacaf       | Torneo Asiático | Torneo Africano     | Torneo OFC     |

| Categoría         | Competición                                     |
| ----------------- | ----------------------------------------------- |
| Sub-19            | Liga Juvenil (UEFA), Copa del Rey (RFEF)        |
| Sub-16            | Copa Coca-Cola                                  |
| Sub-15 y sub-18   | Copa Oreste Crusat                              |
| Sub-12            | Campeonato Nacional Alevín de Fútbol de Brunete |
| De sub-6 a sub-16 | Copa de la Amistad                              |

Algunos clubes son secciones deportivas de centros escolares, y compiten tanto a nivel federativo como a nivel escolar (en competiciones exclusivas de centros escolares).